# Franz Xaver Drechsler
Franz Xaver Drechsler (* 8. Juni 1823 in Sonnen, Kreis Wegscheid; † 17. Oktober 1906 in Lenzingerberg, Gemeinde Hutthurm) war ein bayerischer Politiker und Landwirt in Lenzingerberg.
Drechsler war Mitglied des Gemeinderates der Landgemeinde München. Nach dem Tod von Mathias Kasberger rückte er am 2. Juli 1878 als Mitglied für den Wahlbezirk Grafenaus in die bayerische Kammer der Abgeordneten nach. Ein halbes Jahr später erlitt Drechsler ein Gehörleiden und trat am 13. Januar 1879 aus dem Landtag aus. Sein Nachfolger wurde Mathias Peter Kinateder.